# Неманский сельсовет
Неманский сельсовет — административная единица на территории Узденского района Минской области Республики Беларусь. Административный центр — агрогородок Могильно.

## Географическое положение
Сельский Совет расположен в юго-западной части Узденского района, в 16 км от районного центра г. Узда. Территория сельсовета граничит с Копыльским и Столбцовским районами.

## Производственная сфера
- СПК «Наднеман»
- ЧУП «АСБ Первая Весна»
- ЭПУ РУП «Национально-практический центр Национальной академии наук Беларуси по картофелеводству и растениеводству»
- Неманское лесничество

## Социально-культурная сфера
Медицинское обслуживание: Неманская врачебная амбулатория, 3 фельдшерско-акушерских пункта (Костешовский, Стальбовский и Прусиновский)
Образование и воспитание: Неманская средняя школа и Неманский детский сад
Культурно-просветительная работа: 3 сельских Дома культуры (Костешовский, Неманский, Стальбовский) и один сельский клуб (Прусиновский), четыре сельские библиотеки (Костешовская, Неманская, Прусиновская, Стальбовская).

## Состав
Неманский сельсовет включает 27 населённых пункта:
- Андруши — деревня.
- Броды 1 — деревня.
- Броды 2 — деревня.
- Головачи — деревня.
- Головни — деревня.
- Ерши — деревня.
- Замостье — деревня.
- Запрудье — деревня.
- Здоровец — посёлок.
- Калюга — деревня.
- Костеши — деревня.
- Кухтичи — агрогородок.
- Лабоцкие — деревня.
- Литва — деревня.
- Лунино — деревня.
- Матецкие — деревня.
- Могильно — агрогородок.
- Наднеман — посёлок.
- Нива — деревня.
- Ракошичи — деревня.
- Прусиново — деревня.
- Пуховщина — деревня.
- Стальбовщина — деревня.
- Толстый Лес — деревня.
- Чирвоный Лес — посёлок.
- Явищи — деревня.
- Язвины — деревня.